# 와! 진짜? 세상에 이런일이
《와! 진짜? 세상에 이런일이》 는 방송 되었던 시사회 교양 텔레비전 프로그램 이다.

## 역사
1998년 부터 방송 된 《순간포착 세상에 이런 일이》는 2024년 5월 종영 이후 약 6 개월 간 의 공백기 를 거쳐 ,  새로운 시즌 으로 다시 방송을 재개 하였다. 2025년 7월 31일 자로 27년만에 종영된다.

## 진행 자
| 역대 | 진행 자         | 진행 기간                                                                              |
| ---- | --------------- | -------------------------------------------------------------------------------------- |
| 1 대 | 전현무          | 2024년 10월 17일 ~ 2025년 2월 13일 (시즌 1) 2025년 5월 29일 ~ 2025년 7월 31일 (시즌 2) |
| 1 대 | 백지영          | 2024년 10월 17일 ~ 2025년 2월 13일 (시즌 1) 2025년 5월 29일 ~ 2025년 7월 31일 (시즌 2) |
| 1 대 | 김호영          | 2024년 10월 17일 ~ 2025년 2월 13일 (시즌 1) 2025년 5월 29일 ~ 2025년 7월 31일 (시즌 2) |
| 1 대 | 수빈 (우주소녀) | 2024년 10월 17일 ~ 2025년 2월 13일 (시즌 1) 2025년 5월 29일 ~ 2025년 7월 31일 (시즌 2) |

### 하차 출연진
| 역대 | 진행 자 | 진행 기간                          |
| ---- | ------- | ---------------------------------- |
| 1 대 | 김용명  | 2024년 10월 17일 ~ 2025년 2월 13일 |

## 스페셜 MC
- 유희관 : 2024년 10월 24일, 2025년 6월 12일
- 넉살 : 2024년 10월 31일, 2024년 11월 7일 [2]
- 류진 & 유나 (ITZY) : 2024년 10월 31일
- 엄지윤 : 2024년 11월 7일
- 풍자 : 2024년 11월 14일
- 은혁 (슈퍼주니어) : 2024년 11월 21일
- 이시언 : 2024년 11월 28일
- 브라이언 (플라이 투 더 스카이) : 2024년 12월 5일
- 주원 : 2024년 12월 12일
- 이창호 : 2024년 12월 19일
- 권혁수 : 2024년 12월 26일 , 2025년 1월 16일
- 후지타 사유리 : 2025년 1월 9일
- 이인권 : 2025년 1월 16일
- 지예은 : 2025년 1월 23일
- 이은지 : 2025년 2월 6일
- 강승윤 (위너) : 2025년 5월 29일
- 지상렬 : 2025년 6월 5일
- 김태균 : 2025년 6월 12일
- 문희준 (H.O.T.) : 2025년 6월 19일
- 현영 : 2025년 6월 26일
- 임우일 : 2025년 7월 3일
- 남도형 : 2025년 7월 10일
- 곽튜브 : 2025년 7월 17일

## 시청률
| 회 차 | 방송 일          | AGB닐슨 미디어 리서치 코리아 시청률 |
| 회 차 | 방송 일          | 대한민국 (전국)                     |
| ----- | ---------------- | ----------------------------------- |
| 1     | 2024년 10월 17일 | 4.7 %                               |
| 2     | 10월 24일        | 3.7 %                               |
| 3     | 10월 31일        | 3.2 %                               |
| 4     | 11월 7일         | 3.0 %                               |
| 5     | 11월 14일        | 3.3 %                               |
| 6     | 11월 21일        | 3.8 %                               |
| 7     | 11월 28일        | 3.7 %                               |
| 8     | 12월 5일         | 2.7 %                               |
| 9     | 12월 12일        | 4.4 %                               |
| 10    | 12월 19일        | 3.5 %                               |
| 11    | 12월 26일        | 3.0 %                               |
| 12    | 2025년 1월 9일   | 3.4 %                               |
| 13    | 1월 16일         | 3.8 %                               |
| 14    | 1월 23일         | 3.1 %                               |
| 15    | 2월 6일          | 3.2 %                               |
| 16    | 2월 13일         | 3.2 %                               |

| 회 차 | 방송 일         | AGB닐슨 미디어 리서치 코리아 시청률 |
| 회 차 | 방송 일         | 대한민국 (전국)                     |
| ----- | --------------- | ----------------------------------- |
| 1     | 2025년 5월 29일 | 3.4 %                               |
| 2     | 6월 5일         | 3.8 %                               |
| 3     | 6월 12일        | 3.0 %                               |
| 4     | 6월 19일        | 2.8 %                               |
| 5     | 6월 26일        | 2.7 %                               |
| 6     | 7월 3일         | 3.7 %                               |
| 7     | 7월 10일        | %                                   |
| 8     | 7월 17일        | %                                   |
| 9     | 7월 24일        | %                                   |
| 10    | 7월 31일        | %                                   |

## 편성 변경 및 결방 사유
- 2025년 1월 2일 :  제주항공 2216 편 활주 로 이탈 사고 에 따른 애도 기간 으로 인한 결방
- 2025년 1월 30일 :  설날특선영화 범죄도시4 편성 관계 로 인한 결방

## 타이틀 변천사
- 현재 타이틀 은 2025년 5월 29일 부터 기준 으로 한다.

| 기수 | 프로그램 타이틀            | 방송 기간                                                                          |
| ---- | -------------------------- | ---------------------------------------------------------------------------------- |
| 1 기 | 순간포착 세상에 이런 일이  | 1998년 5월 21일 ~ 2024년 5월 25일                                                  |
| 2 기 | 와! 진짜? 세상에 이런 일이 | 1 기 : 2024년 10월 17일 ~ 2025년 2월 13일 2 기 : 2025년 5월 29일 ~ 2025년 7월 31일 |